# Dassault-Breguet Super Étendard
O Dassault-Breguet Super Étendard é um avião do tipo caça-bombardeiro desenvolvido e fabricado pela empresa francesa Dassault-Breguet, de 1974 a 1983, com capacidade de operar em porta-aviões.  
Foi operado pela Aviação Naval Francesa e pela Força Aérea Iraquiana, no período na Guerra Irã-Iraque, com poucos exemplares apenas.
Atualmente é operado apenas pela Armada Argentina.

## Projeto e desenvolvimento

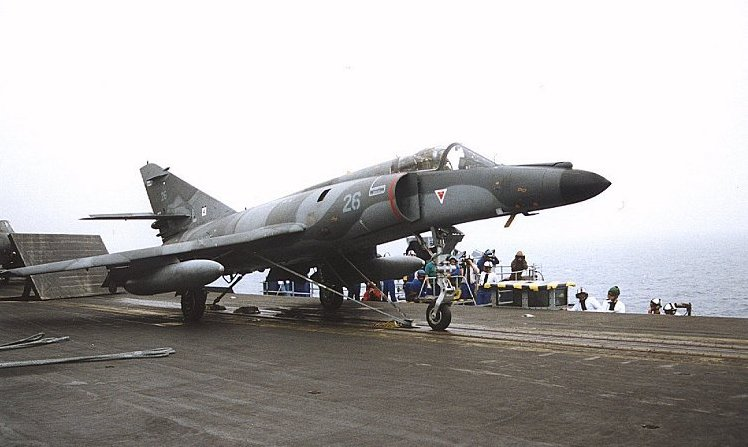
Super Étendard a catapultar no convés de voo do Clemenceau

É um desenvolvimento do primeiro Dassault Étendard IV, que originalmente seria substituído pela versão navalizada do SEPECAT Jaguar, denominada Jaguar M, mas esse plano foi embargado por problemas políticos.
O primeiro protótipo voou em 28 de Outubro de 1974. A Marinha Francesa ordenou inicialmente a compra de 60 unidades do novo modelo, que foram entregues em Junho de 1978. A Armada Argentina pediu 14 unidades. O Super Étendard foi desenvolvido em conjunto com uma nova versão Ar-Terra do míssil antinavio da Aérospatiale, o AM 39 Exocet, alguns destes foram enviados à Argentina.

## História Operacional

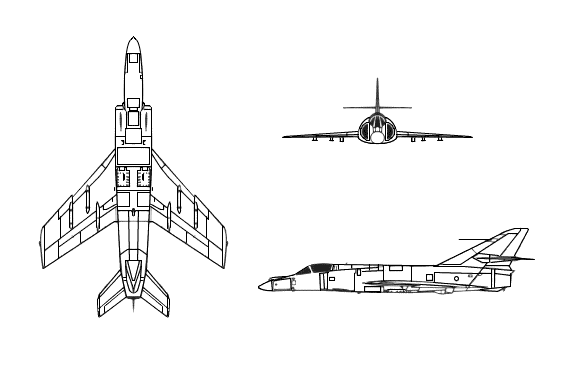
Desenho do Dassault-Breguet Super Étendard

### Argentina
A Armada Argentina adquiriu 14 Super Étendards em 1980, depois que os Estados Unidos negaram a possibilidade de substituir seus A-4Q Skyhawks. Havia um "Embargo de Armas" devido às violações de direitos humanos durante a Guerra Fria.
Os pilotos argentinos haviam utilizado os aviões franceses em treinamentos entre Novembro de 1980 e Agosto de 1981 na França, porém ao estourar a Guerra das Malvinas, tinham apenas 45 horas de voo neles.  Entre Agosto e Novembro de 1981, cinco Super Etendards e cinco Exocets foram enviados a Argentina. Os cinco mísseis foram utilizados durante o conflito, um dos mísseis destruiu o HMS Sheffield. Outro foi lançado contra o HMS Invincible. 
Logo após o conflito, o Comando de Aviação Naval (COAN) da Armada recebeu as unidades restantes que fizeram completar os 14 aviões pedidos. Terminada as reformas do porta-aviões leve ARA Veinticinco de Mayo (V-2) (POMA), começaram a operar, formando parte de seu GAE (Grupo Aeronaval Embarcado); no dia 18 de Abril de 1983, o Capitão de Corveta Augusto Bedacarratz, aterrissou pela primeira vez no V-2. Até meados de 1988 continuaram a fazer parte do GAE, junto aos Grumman S-2 Tracker e os Douglas A-4Q Skyhawk, nesta data, o 25 de Mayo entrou em reformas que nunca foram completadas e o navio, finalmente, foi desmantelado no final dos anos 90, em Alang, Índia.

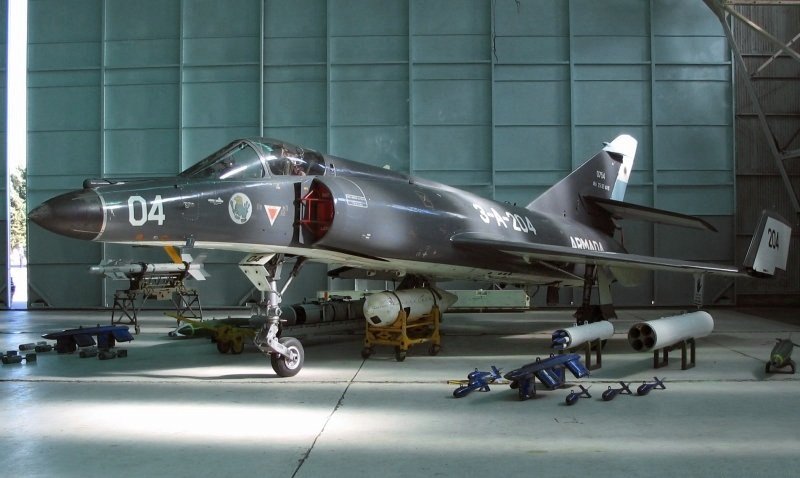
Foto de um Super Etendard da Marinha Argentina

Sem poder operar num porta-aviões próprio, os pilotos dos Super Étendard continuaram treinando a complexa operação embarcada; a Base Aeronaval Comandante Espora tem uma parte de sua pista modificada para simular os pousos enganchados sobre um porta-aviões. Também, cada vez que um Grupo de Batalha de um porta-aviões da Marinha dos Estados Unidos navega próximo das águas territoriais argentinas se aproveita para efetuar PyAD, que são práticas de aterrissagem e decolagem sobre o navio americano. Com a Marinha do Brasil desenvolmeram os exercícios ARAEX, em que os aviões argentinos operavam no porta-aviões NAeL A-11 Minas Gerais, porém este foi desativado e substituído pelo modernizado  NAe A-12 São Paulo .
Entre os dias 2 de Maio e 5 de Maio de 2002, realizou um fato histórico, quando o NAe A-12 São Paulo da Marinha do Brasil navegou até o Atlântico Sul para desenvolver o exercício ARAEX VI e permitiu um GAE misto, composto por aviões brasileiros e argentinos. Em certa ocasião, três Super Étendards operaram de forma efetiva (com aterrissagens e catapultagens) no porta-aviões brasileiro.
Participam ativamente nos exercícios (chamadas Etapas do Mar), com os aviões e helicópteros do Comamdo de Aviação Naval (COAN), junto aos navios da Frota do Mar (COFN), da Divisão de Patrulha Marítima (DVPM) e os submarinos do Comando da Força de Submarinos (COFS).
Em 2020, a Argentina comprou 5 exemplares junto à França, que estavam desativados naquele pais.

### Iraque
Cinco Super Étendards foram emprestados ao Iraque em 1983, enquanto estava aguardando a chegada dos Dassault Mirage F1s que foram solicitados. Estes aviões utilizaram os mísseis Exocet com grande êxito contra os petroleiros iranianos no Golfo Pérsico, antes de serem devolvidos à França em 1985.

### França
Desde 1991, os Étendard IVMs originais foram retirados de serviço na marinha francesa, e os Super Étendards experimentaram uma contínua modernização nos anos 90 para poder utilizá-los com armas de última geração guiadas por laser. Estas mudanças incrementaram o avião e passaram a ser denominados de Super Étendard Modernisé (SEM), no qual participou nas operações da OTAN sobre Kosovo em 1999, fazendo parte de 400 missões de combate. O SEM também participou em operações de combate na Operação Liberdade Duradoura.
Em 2016, a França desativou toda sua frota de Etendards.

## Operador
- Argentina

## Ex-operadores
- França
- Iraque

### Aviões relacionados
- Dassault Étendard II
- Dassault Étendard IV
- Dassault Étendard VI

### Aviões similares
- A-7 Corsair II
- Blackburn Buccaneer